# Ніколаєвка 2-а (Новосибірська область)
Ніколаєвка 2-а (рос. Николаевка 2-я) — селище у Убінському районі Новосибірської області Російської Федерації.
Входить до складу муніципального утворення Невська сільрада. Населення становить 141 особа (2010).

## Історія
Згідно із законом від 2 червня 2004 року органом місцевого самоврядування є Невська сільрада.

## Населення
| 2002 | 2007 | 2010 |
| ---- | ---- | ---- |
| 186  | ↘176 | ↘141 |